# Otto Arndt
Pour les articles homonymes, voir Arndt.
Otto Arndt, né le 19 juillet 1920 à Aschersleben et mort le 3 février 1992 est un homme politique est-allemand. Il est ministre des Transports de 1970 à 1989.
Il est également député à la Volkskammer à partir de 1976.

## Sources
- (de) Cet article est partiellement ou en totalité issu de l’article de Wikipédia en allemand intitulé « Otto Arndt » (voir la liste des auteurs).